# VK 30.01 (H)
Le VK 30.01 (H) est un modèle expérimental de char lourd développé à partir de 1938 par Henschel et Krupp à la demande de l’administration du Troisième Reich. Successeur des Durchbruchswagen, il constitue le deuxième jalon dans le développement du Panzerkampfwagen VI Tiger.

## Dénomination
À l’origine, le programme de développement s’inscrit dans la continuité des précédents chars lourds expérimentaux, le véhicule reçoit d’abord par conséquent comme ses prédécesseurs le nom de code D.W. pour Durchbruchswagen. En novembre 1939, le nom de code devient VK 30.01 ; pour éviter les confusions du fait que le programme D.W. a été également renommé rétroactivement VK 30.01, celui-ci devient le VK 30.01 alte Konstruktion, tandis que les exemplaires modifiés sont appelés VK 30.01 neue Konstruktion. Le 31 octobre 1940, les véhicules produits reçoivent le nom officiel Panzerkampfwagen VI (7,5 cm), mais le nom de code reste utilisé.

## Histoire
Alors que les essais du D.W.2 s’achèvent en septembre 1938, le Waffenamt demande à Henschel de concevoir un nouveau modèle de char lourd de trente tonnes incorporant les conclusions tirés de la série expérimentale des Durchbruchswagen. Le 19 janvier 1939, le Wa Prüf 6 donne au fabricant les spécifications, en précisant que l’armement et l’espace intérieur doit être identique à celui du Panzer IV afin que le blindage soit suffisamment épais pour résister à des obus perforants de 37 mm sans pour autant dépasser la masse prévue. Ce n’est toutefois qu’en novembre que les détails concernant le blindage sont définitivement fixés et que le travail sur la coque peut commencer.
La commande est passée en novembre 1939 à Krupp et comprend deux modèles de coques différents, l’un pour les essais sur le blindage et l’autre pour les prototypes proprement dits. Toutefois, il est demandé le 17 janvier 1940 à Krupp de produire l’ensemble des quatre coques demandées sur le même modèle, l’entreprise étant dans le même temps autorisée à les produire avec un acier plus simple afin de gagner du temps. Quelques jours plus tard, le 29 janvier, la commande est portée à huit coques. La production prend cependant du retard et la coque cible n’est livrée qu’en septembre, alors qu’elle aurait dû l’être en avril.
Dans l’intervalle, Krupp travaille également sur la tourelle, qui est développée sur la base de celle prévue pour le D.W.2. Le janvier 1940, huit exemplaires sont commandés à Krupp-Grusonwerk et doivent être livrés avant janvier 1942 à Henschel, qui se chargera de les monter sur les châssis. En mai, l’administration décide de ne pas faire de ce modèle son char lourd, préférant passer à un véhicule encore plus lourd de trente-six tonnes, le VK 36.01. La production est toutefois maintenue afin de disposer de véhicules d’essais pour la suite du programme.
La première coque est livrée le 8 août 1941 et la dernière le 30 novembre 1941, mais la production prend du retard en raison d’un manque de main d’œuvre chez Henschel et de la non-livraison par Krupp de certains composants dans les temps. Dans le même temps, le Wa Prüf 6 cherche à remplacer l’armement principal, le canon 7,5 cm KwK L/24 ayant montré ses limites et ne présentant guère d’intérêt sur un véhicule d’essai. Krupp indique toutefois qu’il est difficile à ce stade de modifier l’armement sans devoir refaire toute la tourelle. Par conséquent, l’idée d’améliorer l’armement est définitivement abandonnée en janvier 1942.

### Données techniques
| Modèle                       | VK 30.01 (H)                                               |
| ---------------------------- | ---------------------------------------------------------- |
| Équipage                     | 5                                                          |
| Longueur hors-tout           | 5,81 m                                                     |
| Largeur hors tout            | 3,16 m                                                     |
| Hauteur                      | 1,85 m                                                     |
| Garde au sol                 |                                                            |
| Masse                        | 32 t                                                       |
| Pression au sol              |                                                            |
| Motorisation                 | Maybach HL 116 6 cylindres                                 |
| Refroidissement              |                                                            |
| Puissance nette              | 300 hp à 3000 tours par minute                             |
| Puissance massique nette     |                                                            |
| Transmission                 | 6 vitesses avant, 1 arrière                                |
| Suspension                   |                                                            |
| Direction                    | Henschel L 320 C                                           |
| Vitesse maximale sur route   | 25 km/h                                                    |
| Type blindage                |                                                            |
| Blindage caisse avant haut   | 50 mm à 13°                                                |
| Blindage caisse avant bas    | 35 mm à 70°                                                |
| Blindage caisse côtés        | 50 mm à 0°                                                 |
| Blindage caisse arrière haut | 50 mm à 0°                                                 |
| Blindage caisse arrière bas  | 50 mm à 5½°                                                |
| Blindage caisse plancher     | 20 mm à 90°                                                |
| Blindage caisse toit         | 15 mm à 90°                                                |
| Blindage tourelle avant      | 50 mm                                                      |
| Blindage tourelle côté       | 30 mm                                                      |
| Armement principal           | 1 canon de 7,5 cm KwK L/24 ou un canon de 10,5 cm KwK L/28 |
| Viseur armement principal    | TZF9                                                       |
| Traverse armement principal  | 360° hydraulique                                           |
| Armement secondaire          | 2 mitrailleuse MG34 de 7,92 mm                             |
| Viseur armement secondaire   | KgZF2                                                      |